# فريدريك غروس
فريدريك غروس (17 سبتمبر 1902 - 11 مارس 1975 في المملكة المتحدة) (بالإنجليزية: Frederick Gross)‏ هو لاعب كريكت بريطاني (وحمل سابقاً جنسية المملكة المتحدة لبريطانيا العظمى وأيرلندا). لعب مع نادي وارويكشاير للكريكيت ‏ ونادي مقاطعة هامبشاير للكريكت ‏.

## وصلات خارجية
- فريدريك غروس على موقع إي آس بي آن كريك إنفو (الإنجليزية)